# Itchen Valley
Itchen Valley – civil parish w Anglii, w hrabstwie Hampshire, w dystrykcie Winchester. Leży 10 km na wschód od miasta Winchester i 92 km na południowy zachód od Londynu.
W jej granicach znajdują się wsie Avington, Easton, Itchen Abbas i Martyr Worthy. Przepływa przez nią rzeka Itchen.